# انسیه خباز مافی‌نژاد
انسیه خباز مافی‌نژاد (زادهٔ ۱۳۵۷) داور بین‌المللی فوتبال زنان ایران است. او از سوی فیفا، به عنوان کاندید قضاوت در جام جهانی ۲۰۲۳ زنان انتخاب شد و برای نخستین‌بار بانوان ایرانی برای قضاوت در جام‌جهانی کاندید شدند. از وی با عنوان «پرافتخارترین کمک‌داور فوتبال زنان ایران» یاد شده‌است.
در سال ۱۳۹۲، کنفدراسیون جهانی فوتبال - فیفا - در کتابی تحت عنوان «لیست داوران بین‌المللی سال ۲۰۱۴» فهرست داوران و کمک داوران بین‌المللی فوتبال ایران را اعلام کرد که نام مافی‌نژاد نیز در این کتاب قرار داشت.

## زندگی‌نامه
انسیه خباز مافی‌نژاد، در سال ۱۳۵۷ در مشهد زاده شد. او مدرک کارشناسی مهندسی شیمی و کارشناسی ارشد، مدیریت ورزشی دارد. وی قضاوت فوتبال را از سال ۱۳۸۵ به صورت رسمی آغاز کرد و در سال ۱۳۸۸ مدرک داوری بین‌المللی فوتبال را کسب کرد. انسیه خباز، در مرحله مقدماتی مسابقات قهرمانی آسیا زیر ۱۹ سال، حضور داشت. او همچنین به همراه مهسا قربانی برای مسابقات جام جهانی ۲۰۲۳ انتخاب شد.

## برخی از موفقیت‌های ورزشی
انسیه خباز مافی‌نژاد در سال ۱۳۹۴–۱۳۹۵ به عنوان بهترین کمک‌داور زن ایران انتخاب شد این مراسم به عنوان «جشن برترین‌های فوتبال کشور» در برج میلاد برگزار شد.
انسیه مافی‌نژاد در سال ۱۳۸۹ به عنوان «نفر اول لیست داوران بین‌المللی فوتبال بانوان کشور» معرفی شد. پس از آن نخستین قضاوت بین‌المللی خود را در مسابقات کاپ نروژ تجربه کرد و فینال رقابت‌های بین‌المللی کاپ نروژ را به همراه فاطمه نصرالهی و معصومه شکوری قضاوت کرد.
وی در سال ۱۳۹۵ جایزهٔ برترین کمک‌داور فوتبال بانوان ایران را به‌دست‌آورد.
او در سال ۱۳۹۶ در «مراسم تجلیل از داوران فوتبال کشور» به عنوان برترین کمک داور مورد تجلیل قرار گرفت.
مافی‌نژاد در سال ۱۳۹۷ در مراسم معرفی برترین‌های لیگ‌های فوتسال و فوتبال بانوان و آقایان ایران به عنوان «برترین کمک داور بانوان» معرفی شد.
او در سال ۱۳۹۸ نیز به عنوان «برترین کمک‌داور لیگ برتر فوتبال بانوان ایران» برگزیده شد.
وی کمک داور اول دیدار تیم‌های ملی فوتبال بانوان کره جنوبی و ویتنام، از مرحله نهایی مسابقات فوتبال جام ملت‌های بانوان آسیا ۲۰۱۸ بود.
انسیه خباز مافی‌نژاد در سال ۱۳۹۹ برای یازدهمین سال متوالی در بخش کمک‌داوران زن، به عنوان رنکینگ ایران در بخش بانوان به فیفا معرفی شد. او همچنین مسئول داوران نخستین دورهٔ مسابقات فوتبال بانوان خراسان رضوی بود.